# Мельци, Франческо
Франческо Мельци (итал. Francesco Melzi, ок.1491, Милан — между 1568 и 1570, Ваприо д’Адда, провинция Милан) — итальянский художник эпохи Высокого Возрождения ломбардской школы, леонардеск — ученик Леонардо да Винчи в Милане.

## Биография
Происходил из благородного рода. Франческо Мельци был знаком с Леонардо ещё с детства. В 1506 г. пятнадцатилетним юношей поступил в мастерскую Леонардо, сопровождал учителя в Риме в 1513 и в Париже в 1517. В этой поездке великого художника, которому было тогда 65 лет (через два года он умер), сопровождал и кардинал Луиджи Арагонский, По его воспоминаниям, Леонардо, седовласый старик, уже не мог работать из-за паралича руки, а его миланский ученик (им мог быть только Мельци) писал под руководством своего наставника так хорошо, что его работу нельзя было отличить от кисти учителя.
Леонардо гордился мастерством своего ученика и вместе с ним создал несколько картин. Некоторые произведения, приписывавшиеся ранее Леонардо, сейчас считаются работами Мельци, например, «Коломбина», экспонируемая в Эрмитаже.
После смерти своего наставника 2 мая 1519 г. Мельци остался его наследником в соответствии с завещанием от 25 апреля 1519 г. Как следует из записей слуги Леонардо — Баттисты де Вилланиса — от 10 августа 1519 г., до своего возвращения в Италию Франческо Мельци ещё некоторое время состоял на службе у короля Франции.
В Италию наследник Леонардо вернулся знаменитым и получил приглашение ко двору герцога Альфонсо д’Эсте. Будучи состоятельным человеком, Мельци писал не очень много картин. Спорным является авторство позднего произведения «Портрет молодого человека с попугаем», которое имеет мало общего с творчеством Леонардо и больше напоминает римскую школу Рафаэля.

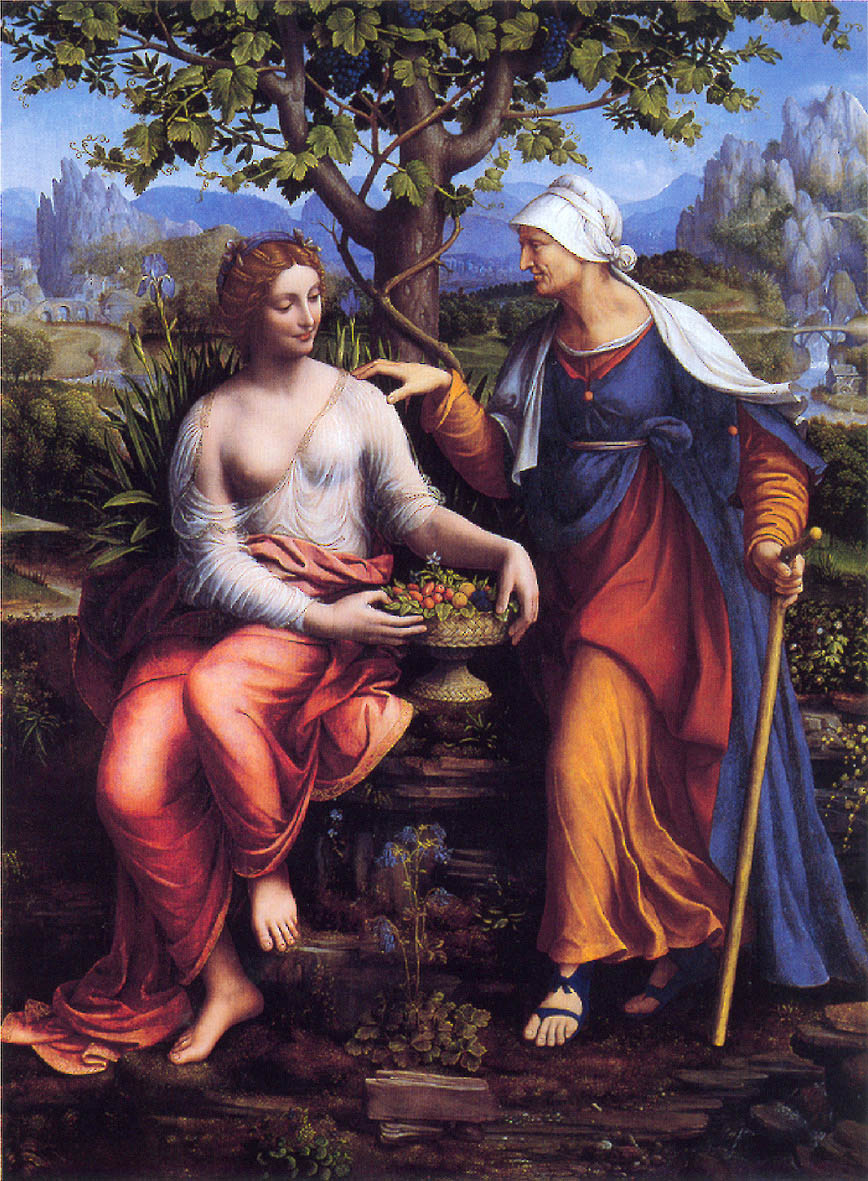
Вертумн и Помона. 1518—1522. Картинная галерея. Берлин
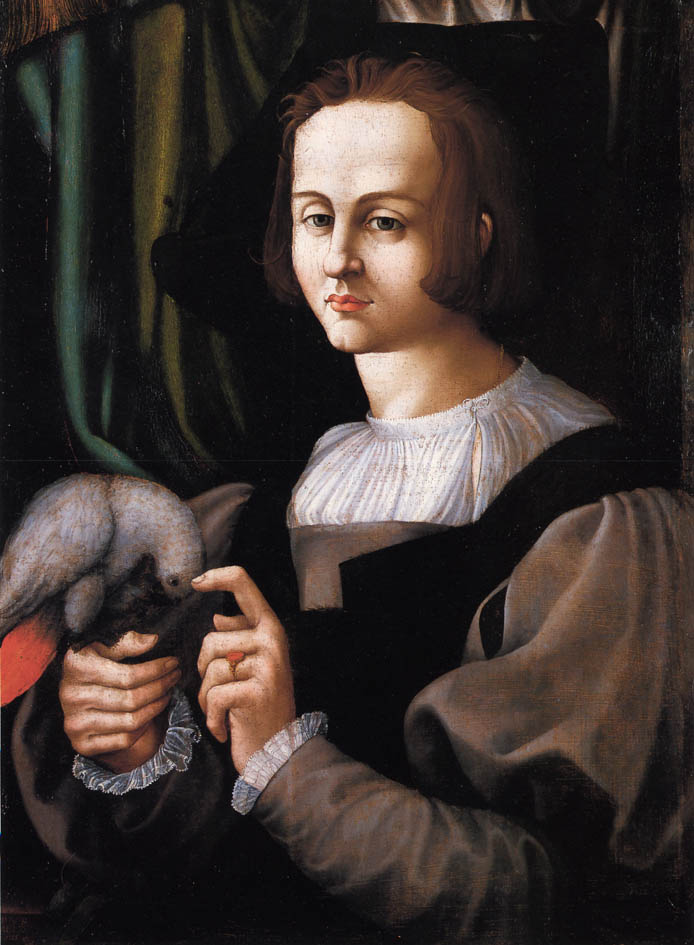
Портрет мужчины с попугаем. Ок. 1525. Милан
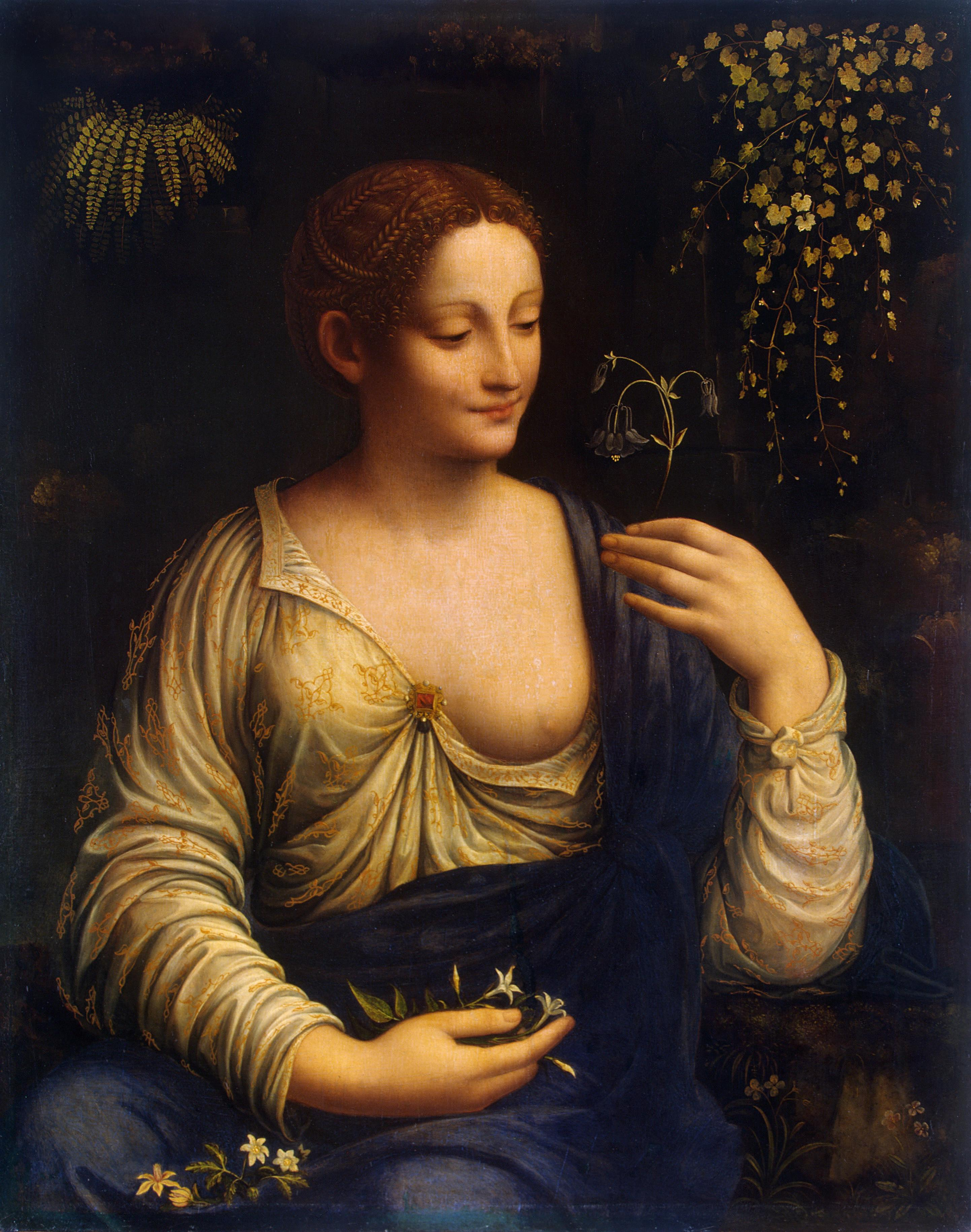
Коломбина. Ок.1520. Эрмитаж. Санкт-Петербург

### Последние годы жизни
Франческо Мельци перевёз унаследованные им рукописи и вещи Леонардо на свою виллу в Ваприо. Он издал записи Леонардо о живописи в книге под названием «Трактат о живописи» («Trattato della Pittura»).
Умер приблизительно в 1570 году на вилле Мельци в Ваприо д'Адда. Его наследники быстро распродали наследие Леонардо, которое Франческо Мельци так берёг.